# Сейсмічність Узбекистану
Територія Узбекистану — характеризується підвищеною сейсмічністю. 

## Загальна характеристика
Зони найбільших землетрусів: Чаткальський, Байсунтау, Пскемський хребти, Каржантау, східна частина Ферганської долини. 
Епіцентри землетрусів прив'язані до перетину ортогональних систем розломів північно-західного і північно-східного простягання, що розділяють літосферу на великі блоки. Найсильніші – 9-10-бальні землетруси. Західні райони Узбекистану відносно слабкосейсмічні, однак і тут відомі великі землетруси. Їх гіпоцентри розташовані у верхній частині земної кори на глибині від 3-5 до 25-30 км. Глибина залягання гіпоцентрів збільшується зі зростанням магнітуди і розмірів осередків землетрусів.
Сильні землетруси в Узбекистані спостерігаються в середньому раз на 20-25 років.

## 2008
22 серпня в Узбекистані стався помірний (за шкалою інтенсивності МSK-64) землетрус магнітудою близько 5,0 балів (за шкалою Ріхтера). За даними лабораторії сейсмотектоніки Інституту сейсмології Академії наук Республіки Узбекистан, епіцентр землетрусу знаходився неподалік від селища Назарбек на відстані 15-20 км від міста Ташкента.

## 2011
20 липня в Узбекистані стався сильно помірний (за шкалою інтенсивності МSK-64) землетрус магнітудою 6,5-7,0 балів (за шкалою Ріхтера). Епіцентр землетрусу знаходився у Ферганській області. Через руйнування житлових будівель загинуло 13 людей, 86 отримали поранення.

## 2013
26 травня на сході Узбекистану стався сильно помірний (за шкалою інтенсивності МSK-64) землетрус магнітудою 6,0 балів (за шкалою Ріхтера). За даними Геологічної служби США (USGS), епіцентр землетрусу знаходився на північ від міста Булунгур у Самаркандській області. Днем раніше в Узбекистані був зафіксований помірний (за шкалою інтенсивності МSK-64) землетрус магнітудою 5,5 балів (за шкалою Ріхтера), внаслідок якого були постраждалі і було зруйновано декілька будівель у місті Тойтепа.